# Leptopoma
Leptopoma is een geslacht van weekdieren uit de klasse van de Gastropoda (slakken).

## Soorten
- Leptopoma calva Hutton, 1882

## Synoniem
- Cytora calva (Hutton, 1882)